# Двигун Toyota AR
| Toyota AR                      | Toyota AR                                   |
| ------------------------------ | ------------------------------------------- |
|                                |                                             |
| Виробник:                      | Toyota                                      |
| Марка:                         | Toyota AR                                   |
| Тип:                           | Чотирициліндровий двигун                    |
| Робочий об'єм:                 | - 2.5 л (2,494 см3) - 2.7 л (2,672 см3) см3 |
| Максимальна потужність:        | 126–72 кВт (64–97 к.с.) кВт                 |
| Максимальний обертовий момент: | 226–252 Н⋅м (167–186 фунт⋅фут) Н·м          |
| Хід поршня:                    | - 98 - 105 мм                               |
| Діаметр циліндра:              | - 90 мм                                     |
| Охолодження:                   | рідинне охолодження                         |
| Матеріал блоку циліндрів:      | алюміній                                    |
| Матеріал ГБЦ:                  | алюміній                                    |
| Рекомендоване паливо:          | Бензин                                      |

Сімейство двигунів AR — це серія поршневих чотирициліндрових двигунів від Toyota, вперше представлених у 2008 році для RAV4, а згодом для Highlander, Venza, Camry та Scion tC.
В серії AR використовується литий під тиском алюмінієвий блок двигуна та алюмінієва головка циліндра DOHC. Ця серія двигунів поділяє багато технологій двигуна AZ, але включає такі функції, як змінна фаза газорозподілу на впускному та випускному розподільних валах або подвійний VVT-i, технології низького тертя, включаючи зміщений колінчастий вал, роликові коромисла для клапанного механізму, три- масляна помпа зі змінною ступенем, поршневі кільця зі зниженим натягом і допоміжний пасовий привід. Індукційна система акустичного контролю перемикає довжину впускного тракту у два етапи залежно від обертів на хвилину та кута дросельної заслінки, забезпечуючи тим самим високий крутний момент у широкому діапазоні обертів двигуна. Нові клапани контролю перекидання посилюють згоряння, коли двигун холодний, і допомагають швидко нагріти каталітичні нейтралізатори до робочої температури. Клапани управління Tumble разом із новими паливними форсунками з довгим соплом із високим розпиленням із 12 отворами зменшують кількість палива, що прилипає до впускних отворів, і таким чином максимізують економію палива та зменшують шкідливі викиди.

## 1AR-FE
Версія 2,7 л сімейства AR, вперше випущена в Venza і Highlander наприкінці 2008 року.
Виробництво 1AR-FE, швидше за все, припинилося у 2020 році. Toyota не робила жодних офіційних заяв щодо статусу двигуна, однак після 2020 року жодна нова машина не використовувала цей двигун. На зміну йому прийшов гібридний двигун A25A-FKS.
Застосування:
- Toyota Venza AGV10/15, 185 PS (136 кВт; 182 к. с.) при 5800 об/хв, 247 Н⋅м (182 фунтс⋅фут) при 4200 об/хв
- Toyota Highlander ASU40, 190 PS (140 кВт; 187 к. с.) при 5800 об/хв, 252 Н⋅м (186 фунтс⋅фут) при 4100 об/хв
- Toyota Highlander ASU50
- Toyota Sienna ASU40, 190 PS (140 кВт; 187 к. с.) при 5800 об/хв, 252 Н⋅м (186 фунтс⋅фут) при 4100 об/хв
- Lexus RX AGL10, 138 кВт (188 PS) при 5800 об / хв, 252 Н⋅м (186 фунтс⋅фут) при 4200 об/хв

## 2AR-FE

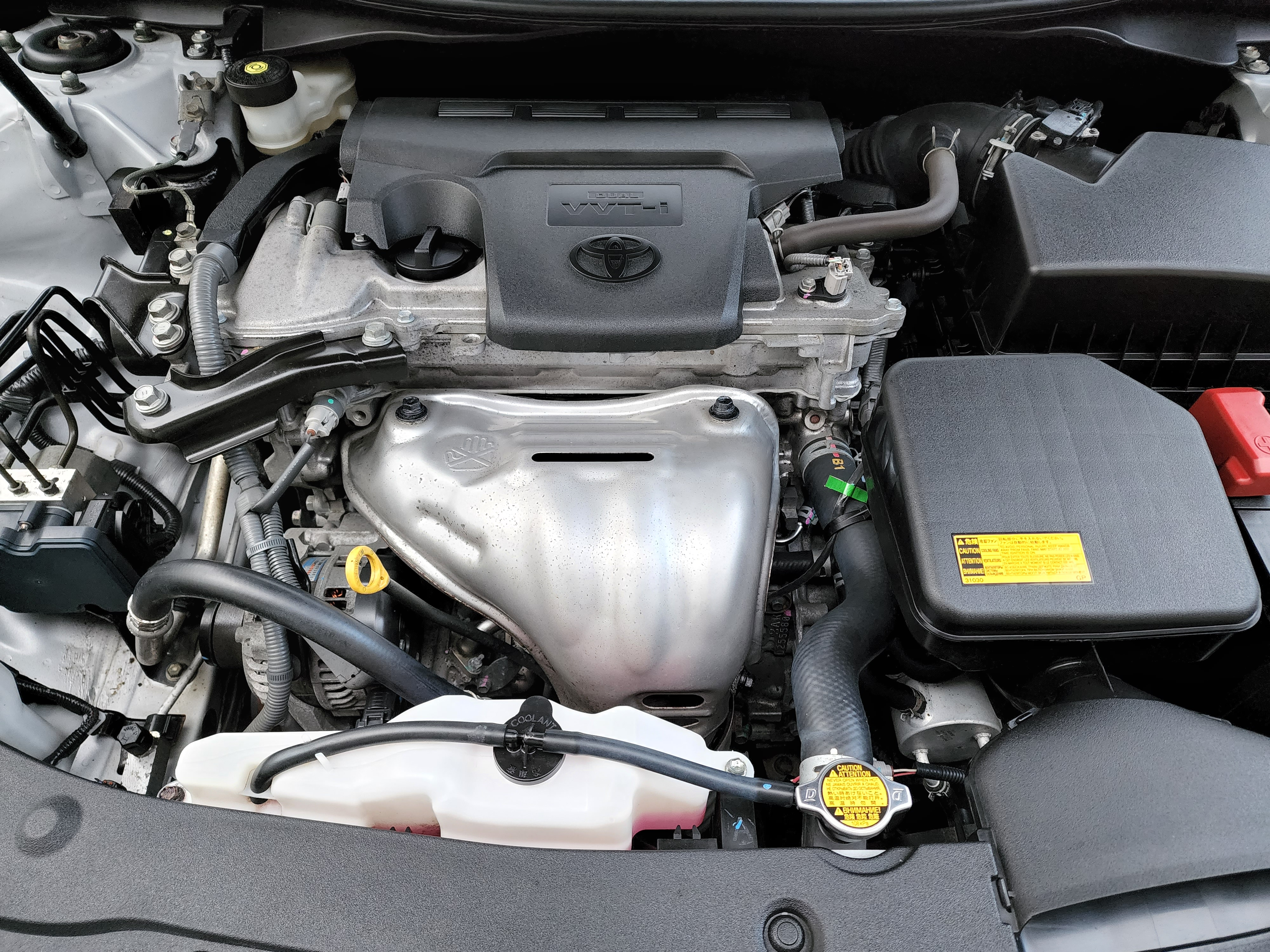
2AR-FE на Toyota Camry Atara S 2015 року.

A 2.5 Версія L сімейства AR, вперше випущена в RAV4 у США та Канаді у 2008 році. Цей двигун також замінив 2AZ-FE в США та Канаді Camry на початку 2009 року, забезпечивши на 11% кращу економію палива. Сервісна маса двигуна 324 фунт (147 кг), включаючи повністю заповнені масло та охолоджуючу рідину. Двигун використовується в США, Австралії, Новій Зеландії, Китаї, Тайвані, Кореї, Малайзії, Філіппінах, Таїланді та Індонезії.
Застосування:
- Toyota RAV4 (ASA33/38), 181 PS (133 кВт; 179 к. с.) при 6000 об/хв, 233 Н⋅м (172 фунтс⋅фут) при 4000 об/хв.
- Toyota RAV4 (ASA40/44), 178 PS (131 кВт; 176 к. с.) при 6000 об/хв, 233 Н⋅м (172 фунтс⋅фут) при 4000 об/хв.

- Toyota Camry ASV40 (Base & LE), 171 PS (126 кВт; 169 к. с.) при 6000 об/хв, 226 Н⋅м (167 фунтс⋅фут) при 4100 об/хв
- Toyota Camry ASV40 (SE та в усьому світі) 181 PS (133 кВт; 179 к. с.) при 6000 об/хв, 233 Н⋅м (172 фунтс⋅фут) при 4100 об/хв.
- Toyota Camry ASV50, 180 PS (132 кВт; 178 к. с.) при 6000 об/хв, 233 Н⋅м (172 фунтс⋅фут) при 4100 об/хв * Включно з версією Flexifuel (2AR-FBE)
- Scion tC (AGT20), 180 к. с. (130 кВт), 173 фунт⋅фут (235 Н⋅м)
- Toyota Alphard (AH30)
- Lexus ES250 (XV60)

## 2AR-FXE
2AR-FXE є варіантом циклу Аткінсона 2AR-FE. Він має той же діаметр і хід, але кулачки та поршні унікальні. З VVT-i змінюються лише впускні клапани. Ступінь геометричного стиснення 12,5:1
Велике перекриття клапанів призводить до зменшення заряду циліндра та зниження крутного моменту та вихідної потужності, але ефективність підвищується. Ця комбінація робить 2AR-FXE придатним для використання в гібридних транспортних засобах, де максимальний крутний момент і потужність можуть бути задоволені електродвигуном і акумулятором. Максимальна потужність двигуна при використанні в гібриді Camry становить 154 к.с. з крутним моментом 153 фунт-фут.
Застосування:
- Toyota Camry Hybrid (XV50)
- Toyota Avalon Hybrid (XX40)
- Toyota Harrier Hybrid (XU60)
- Lexus NX 300h (AZ10)
- Toyota Alphard/Vellfire Hybrid/Crown Vellfire (AH30)
- Lexus ES 300h (XV60)
- Toyota RAV4 Hybrid (XA40)
- Lexus LM 300h (AH30)
- Toyota Sienna Hybrid (4 покоління)

## 2AR-FSE
2AR-FSE є варіантом 2AR-FE, оснащеним прямим уприскуванням D4-S і портовим уприскуванням. Він має той самий діаметр і хід, що й інші двигуни 2AR, але головка блоку циліндрів, кулачки, поршні та система управління паливом унікальні. Максимальна теплова ефективність становить близько 38,5%. Коефіцієнт розширення становить 13,0 до 1.
Потужність гібрида Toyota Crown в зборі становить 164 кВт (220 к. с.) при 6000 об/хв і 221 Н⋅м (163 фунтс⋅фут) при 4200–5400 об/хв.
Застосування:
- Lexus IS 300h
- Toyota Crown (S210)
- Lexus GS 300h

## 5AR-FE
A 2.5 Версія L сімейства AR, вперше випущена в RAV4 в Китаї у 2013 році
Застосування:
- Toyota RAV4
- Toyota Camry

## 6AR-FSE
6AR-FSE — 4-циліндровий, 1998 року cc, двокамерний, бензиновий двигун, оснащений прямим уприскуванням палива D4-S і VVT-iW. Він може працювати в циклі Отто і модифікованому циклі Аткінсона в залежності від вихідної потужності. Вперше він був представлений у Camry у грудні 2014 року для ринку Китаю та в березні 2015 року для ринку Таїланду. Вихід 6AR-FSE становить 123 кВт (165 гальм. к. с.) при 6500 об/хв і 199 Н⋅м (147 фунтс⋅фут) при 4600 об/хв. Хід поршня і діаметр циліндра 86 мм × 86 мм (3,4 дюйм × 3,4 дюйм).
Застосування:
- Camry 2.0 (XV50, Росія, Китай, Таїланд)
- Camry 2.0 (моделі XV70, М’янма, В’єтнам, Камбоджа, Казахстан і Китай лише у 2017-2018 рр.)
- Lexus ES 200 (XV60)[14].

## 6AR-FBS
6AR-FBS — 4-циліндровий, 1998 року cc, двокамерний, бензиновий двигун, оснащений прямим уприскуванням палива D4-S і VVT-iW. Він може працювати в циклі Отто і модифікованому циклі Аткінсона в залежності від вихідної потужності. Його вперше було представлено на Camry у жовтні 2018 року для ринку Таїланду. Вихід 167 PS (123 кВт; 165 гальм. к. с.) при 6500 об/хв і 199 Н⋅м (147 фунтс⋅фут) при 4600 об/хв.
Застосування:
- Camry 2.0 (XV70, Росія, Таїланд, Сінгапур, Китай)

## 8AR-FTS

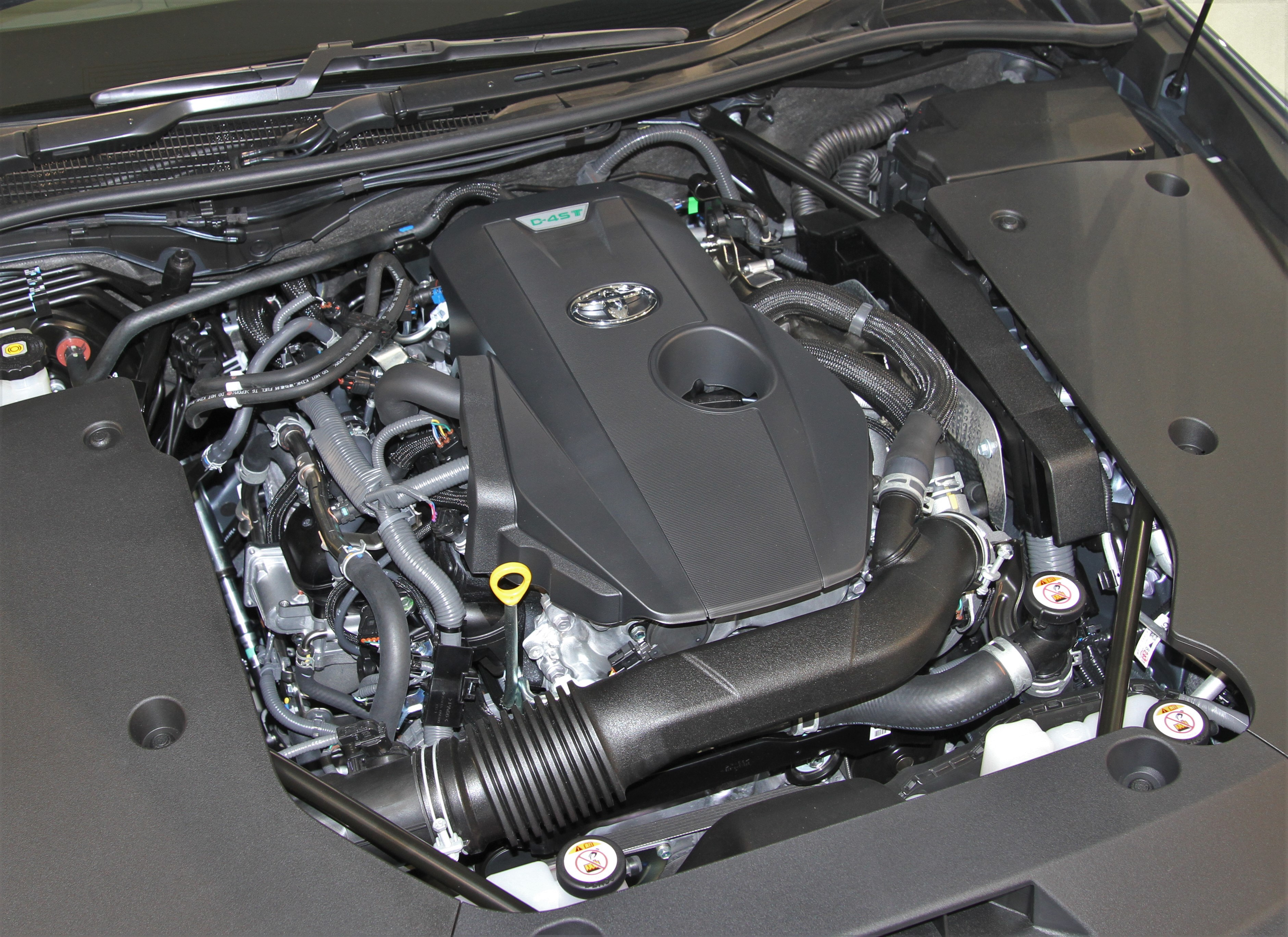
8АР-ФТС

2,0-літровий турбований двигун сімейства AR із прямим упорскуванням, оснащений VVT-iW, здатний працювати як за циклом Отто, так і за модифікованим циклом Аткінсона. Дебютував у Lexus NX200t. Вихідна потужність у 2015 NX200t становить 175 кВт (235 к. с.) при 4800 - 5600 об/хв і 350 Н⋅м (258 фунт⋅фут) при 1650–4000 об/хв. Двигун 8AR-FTS має систему вприскування палива Lexus ESTEC D-4ST (Economy with Superior Thermal Efficient Combustion Direct Injection, 4-takte with Turbo). Завдяки окремим подвійним інжекторам як для прямого впорскування, так і для прямого вприскування в порт, ESTEC D-4ST може здійснювати безпосереднє вприскування під високим тиском у циліндр і звичайне впорскування через впускний отвір або лише безпосереднє вприскування в циліндр, залежно від швидкості двигуна. Вихідна потужність у деяких програмах, наприклад Lexus IS 200t XE30, Lexus GS 200t і Lexus RC 200t піднявся на 5 кВт (6,7 к. с.) до 180 кВт (242 к. с.) у тому самому діапазоні обертів, але крутний момент залишається незмінним.
Застосування:
- Lexus NX 200t (перейменований на NX 300) AGZ10/15
- Lexus IS 200t (перейменовано на IS 300) ASE30[18]
- Lexus GS 200t (перейменовано на GS 300) ARL10 [19]
- Lexus RX 200t (перейменована на RX 300) AGL20/25[20]
- Toyota Crown ARS210/ARS220[21]
- Lexus RC 200t (перейменовано на RC 300) ASC10
- Toyota Highlander (XU50, Китай)
- Toyota Harrier Turbo (XU60, Японія, 2017–2020) ASU60[22]

## Виробництво
В Японії побудований Toyota Motor Corporation на заводі Kamigo та Toyota Industries Corporation. Toyota Motor Manufacturing Alabama, Inc. (TMMAL) розпочала виробництво двигунів AR 2,5 і 2,7 л, починаючи з середини 2011 року.
GAC Toyota Engine Co., Ltd Guangqi, Китай, оголосила про початок виробництва двигунів AR 2.5L та 2.7L у листопаді 2011 року.

## Дивись також
- Список двигунів Toyota